# CFM International CFM56
El CFM International CFM56 és un motor de reacció turboventilador dissenyat i produït per CFM International. És el motor d'aviació comercial més produït produït en l'aviació comercial, propulsant els populars avions de passatgers de fuselatge estret Boeing 737 i Airbus A320.
El CFM56 és un dels tipus de motors més prolífics en el món perquè la seva llarga història va començar amb el Boeing 737-300. La família 737 ha comptat amb el CFM56 durant més de 25 anys, i les variants del CFM56 encara impulsa els nous models, el 737-900ER i el 737-700ER. El motor és també una de les opcions de la família Airbus A320. És també l'únic motor disponible de l'A340-200 i -300 i A318. El F108 reemplaçar els motors Pratt & Whitney JT3D en el KC-135 Stratotanker en els vuitanta per crear el KC-135R, estalviant un 27% de combustible.